# Jugatae
 (janvier 2019).
Si vous disposez d'ouvrages ou d'articles de référence ou si vous connaissez des sites web de qualité traitant du thème abordé ici, merci de compléter l'article en donnant les références utiles à sa vérifiabilité et en les liant à la section « Notes et références ».
Sous-ordre
Les Jugatae sont un ancien sous-ordre des lépidoptères, désormais considéré comme obsolète et donc absent des classifications récentes.

## Systématique
La sous-ordre des Jugatae a été créé en 1892 par l'entomologiste américain John Henry Comstock (1849-1931).

## Liste des familles
- Eriocraniidae
- Hepialidae
- Micropterigidae

## Publication originale
- (en) J. H. Comstock, « The descent of Lepidoptera. An application of the theory of natural selection to taxonomy », Proceedings of the American Association for the Advancement of Science, États-Unis, section F, Biologie,‎ août 1892, p. 199-201 (ISSN 1064-9212).